# Musée photographique Ken-Domon
Pour les articles homonymes, voir Domon.
Le musée photographique Ken-Domon (土門拳記念館, Domon Ken kinenkan) ouvre ses portes en 1983 dans la ville de Sakata, préfecture de Yamagata au Japon, lieu de naissance du photographe Ken Domon.
À l'occasion de sa nomination au titre de premier citoyen d'honneur de Sakata en 1974, Domon donne l'intégralité de sa collection d’œuvres à la ville. Ce geste entraîne la décision de construire un musée en son honneur.
Le musée possède environ 70 000 tirages d'œuvres de Domon. Il compte également des œuvres des lauréats du prix Ken-Domon et d'un autre prix, le Domon Ken Bunka-shō, (土門拳文化賞), attribué par la ville en l'honneur de Domon.

## Référence
- (ja) Norihiko Matsumoto (松本徳彦?), éd. Nihon no bijutsukan to shashin korekushon (日本の美術館と写真コレクション?), Japan's art galleries and photography collections). Kyoto: Tankōsha, 2002.  (ISBN 4-473-01894-6). pp. 22-25.

## Source de la traduction
- (en) Cet article est partiellement ou en totalité issu de l’article de Wikipédia en anglais intitulé « Domon Ken Photography Museum » (voir la liste des auteurs).